# Adetomyrma venatrix
Adetomyrma venatrix är en myrart som beskrevs av Ward 1994. Adetomyrma venatrix ingår i släktet Adetomyrma och familjen myror. IUCN kategoriserar arten globalt som akut hotad. Inga underarter finns listade i Catalogue of Life.

## Bildgalleri

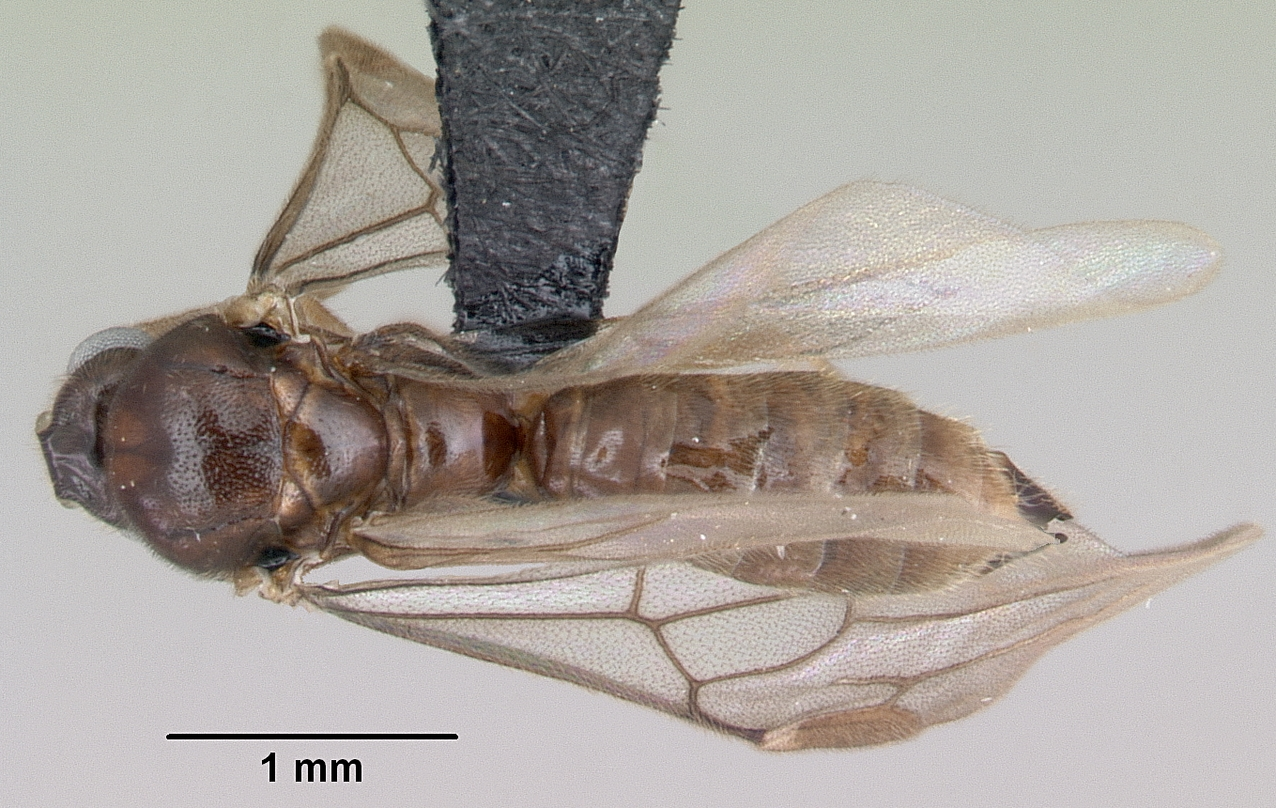
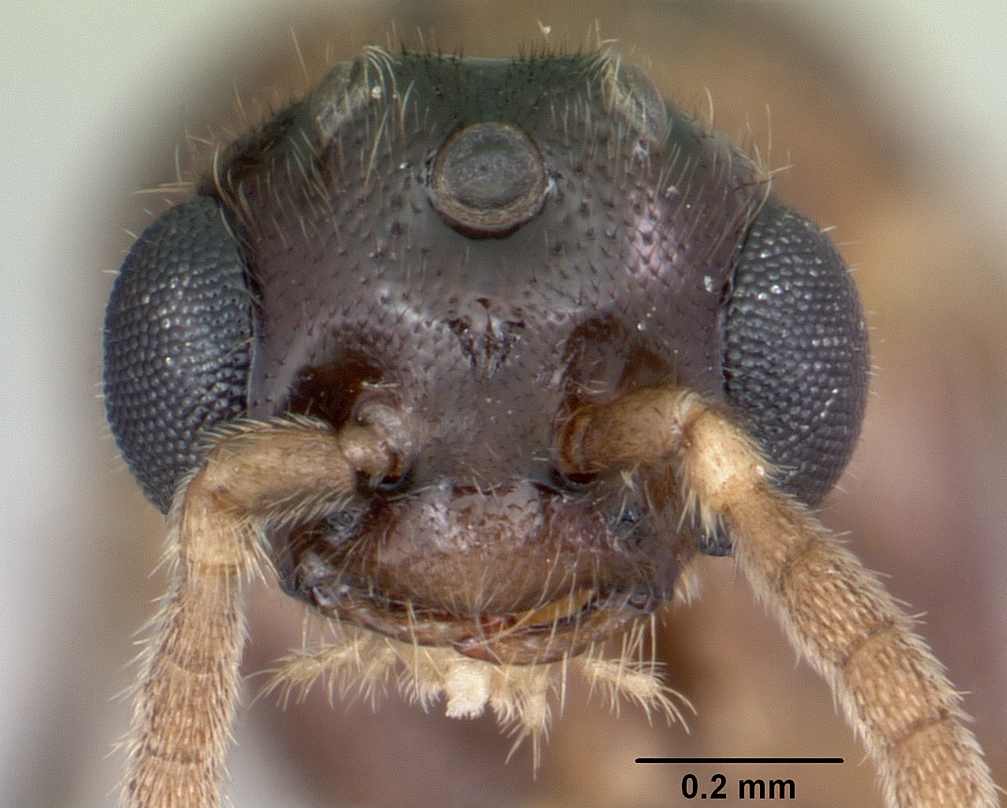
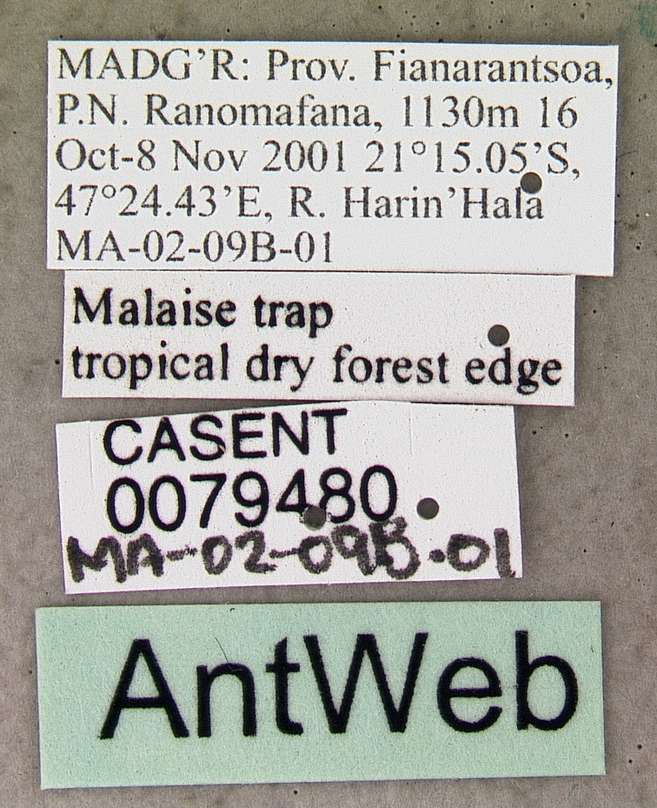
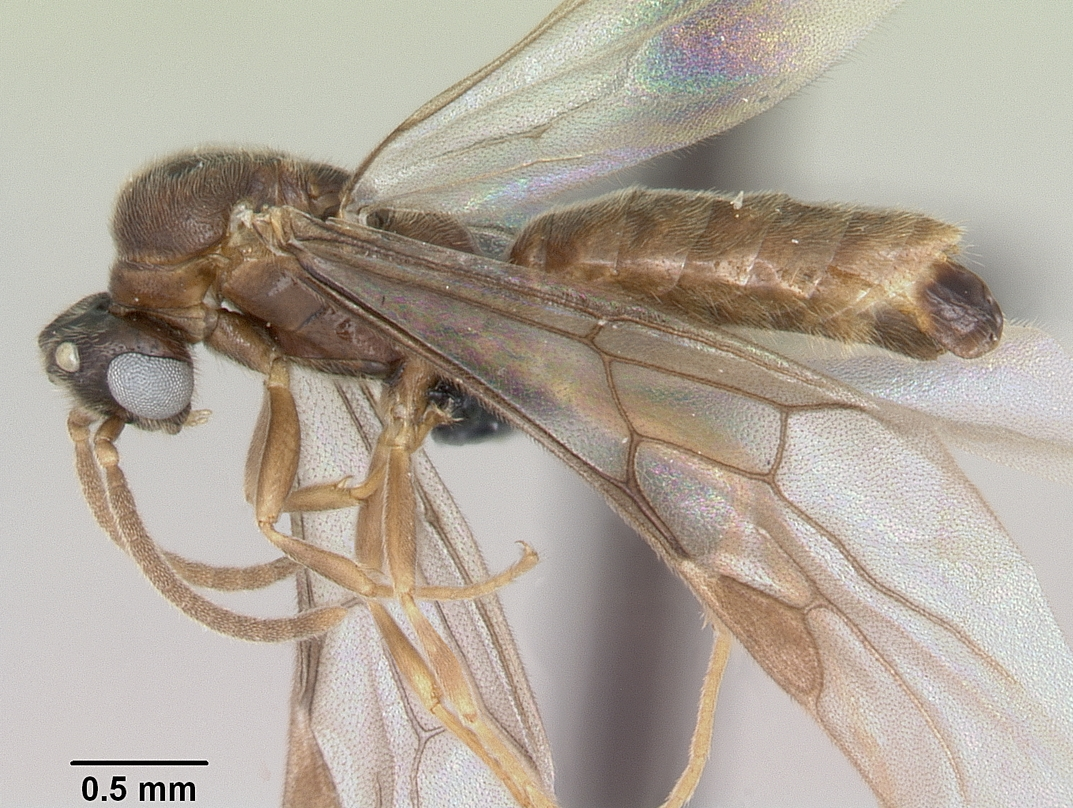
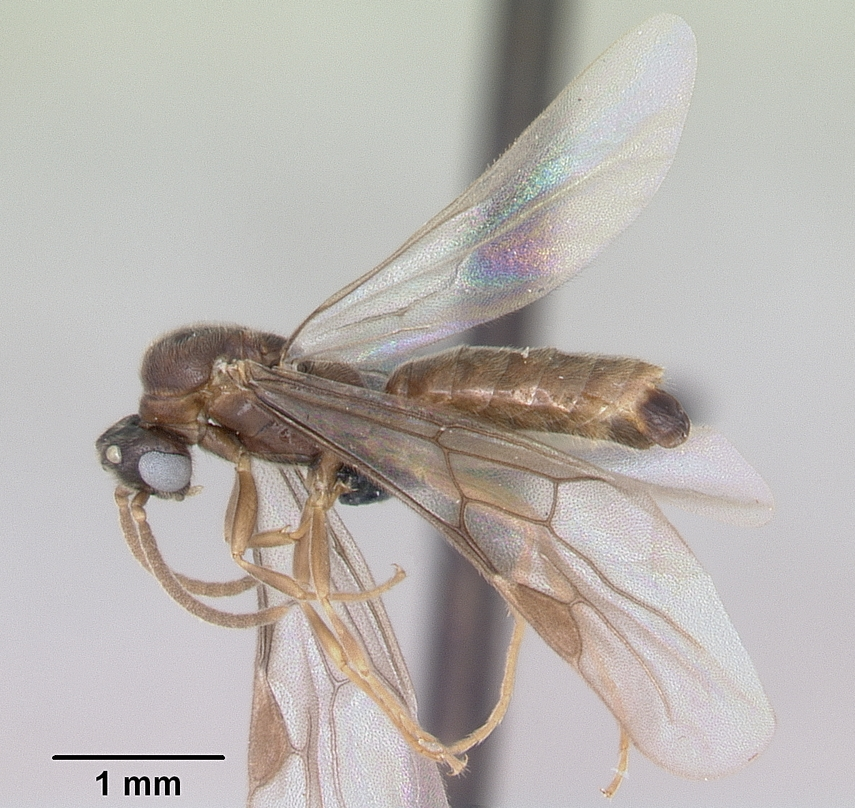
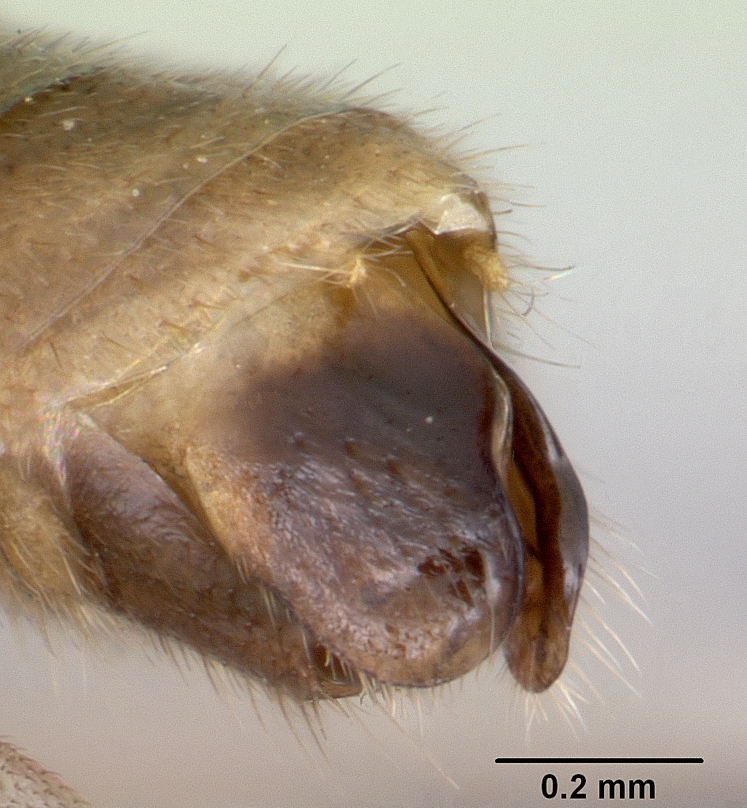